# 细茎铁角蕨
细茎铁角蕨（学名：Asplenium tenuicaule）为铁角蕨科铁角蕨属下的一个种。

## 扩展阅读
- 維基物種上的相關：细茎铁角蕨